# Лозинский, Сергей Михайлович
Сергей Михайлович Лозинский (2 августа 1914, Петроград — 22 августа 1985) — советский математик и педагог. Доктор физико-математических наук (1944), профессор (1946). Заслуженный деятель науки и техники РСФСР (1966).

## Биография
Сын поэта-переводчика М. Л. Лозинского.
Окончил математико-механический факультет ЛГУ (1938) и аспирантуру (1940, ученик академиков В. И. Смирнова и С. Н. Бернштейна).
В 1941—1942 участник Великой Отечественной войны (Ленинградский фронт).
С 1942 преподаватель высшей математики Ленинградской военно-воздушной академии (до 1944 в Йошкар-Оле). Доктор физико-математических наук (1944), профессор (1946).
В 1944—1977 начальник (с 1972 заведующий) кафедрой высшей математики ЛВВКА. С 1977 г. профессор кафедры.
Около 20 лет работал по совместительству в Ленинградском государственном университете. В 1956—1960 заведовал кафедрами математического анализа и дифференциальных уравнений ЛГУ.
С 1959 г. вице-президент, с 1965 г. президент Ленинградского математического общества.
Автор работ по теории функций действительного переменного, дифференциальным уравнениям, функциональному анализу, приближённым и численным методам.
Заслуженный деятель науки и техники РСФСР (1966). Награждён орденами Красной Звезды и Отечественной войны II степени, многими медалями.

Могила Лозинского на Комаровском кладбище